# Chaetura brachyura
El vencejo rabón, vencejo de cola blanca, vencejo coliblanco, vencejo colicorto, vencejo rabicorto, vencejo de cola corta o vencejo pequeño (Chaetura brachyura) es un ave común que reside y anida en Trinidad, Tobago, Granada y San Vicente y en Suramérica tropical desde Panamá, Colombia y las Guayanas al sur de Ecuador, Perú y Brasil; en Brasil, la cuenca Amazónica entera, con la exclusión de gran parte de la cuenca sudeste. Rara vez se encuentra a más de 800 m de altura, incluso en las partes más calientes de su cordillera y en el terreno montañoso o accidentado en el que habita, pero ha sido documentado hasta una altura de 1300 m s. n. m.

## Descripción
El vencejo rabón tiene alrededor de 10,5 cm de largo, y pesa 20 g. Tiene alas largas y estrechas, un cuerpo robusto y una cola corta. Los sexos son similares. Es principalmente negro con rabadilla y cola blancas. Se puede distinguir de otras especies de su misma familia en su gama, tales como el vencejo lomiblanco (C. spinicaudus) o el vencejo ceniciento (C. cinereiventris) por la falta de contraste entre la rabadilla y la cola, siendo esta última mucho más oscura en las otras especies.
La llamada de vuelo es un rápido gorjeo sti-sti-stew-stew-stew.

## Hábitats
Este pequeño vencejo se encuentra en una variedad de hábitats incluyendo sabanas, bosques abiertos y cultivos. Se alimenta en el aire de insectos voladores, incluyendo hormigas y termitas aladas. Es muy gregario y forma asentamientos comunales cuando no anida. Se ha sospechado de depredación por murciélagos donde se hallan los nidos.
El nido es un medio platillo llano de ramas y saliva de 5 cm de ancho unido a una superficie vertical. Esta es a menudo una estructura artificial como una chimenea o boca de alcantarilla, como las que usa su pariente, el vencejo de chimenea (C. pelagica), pero cuevas naturales y cavidades de los árboles también son usadas.
Hasta siete huevos blancos (un promedio de 3 o 4) son incubados por ambos padres por 17-18 días. Los jóvenes abandonan el nido después de dos semanas, pero se mantienen cerca de éste, aferrándose a la pared de la cavidad sin volar, por otras dos semanas.